# Personnages de L'Équipée du Poney Express
Cette page présente les personnages de la série L'Équipée du Poney Express.

## Les Cavaliers

### Le Kid
Interprété par Ty Miller
Il n'a jamais donné son nom, même le jour de son mariage, et se fait donc appeler Kid par ses camarades.
Il est originaire de Virginie, ce qui lui donne un point de vue différent des autres au regard de l'esclavage. Bien qu'il soit contre cette forme de travail, il comprend ceux qui en usent, et condamne ceux qui en abusent.
Il est très réfléchi, parfois moralisateur, il s'attache à faire ce qui est juste.
Il a une relation particulière avec sa jument, Katy, qui en fait presque un personnage à part entière.
Dès le premier épisode, il apprend que Lou est en fait Louise et se fait passer pour un homme. Ils tombent amoureux l'un de l'autre au fil des épisodes de la première saison. La deuxième saison voit les amoureux se séparer car Lou(ise) ne se sent pas prête à se marier. Kid ne perd pas espoir et ils se remettent ensemble. Le dernier double épisode est celui de leur mariage.

### William F. Cody
Interprété par Stephen Baldwin
C'est un fin tireur, essentiellement en longue distance et avec un fusil. Il est très expansif et recherche le regard et l'admiration des autres. Il montre peu ses sentiments, et ne parle jamais de sa famille. Il commence à montrer des talents d'acteur et son goût pour le spectacle.
C'est celui qui deviendra Buffalo Bill après la guerre de Sécession. C'est une vérité historique que William « Buffalo Bill » Cody ait travaillé pour Russell, Majors and Waddell mais il n'aurait jamais été cavalier.

### James «Jimmy» Butler Hickok
Interprété par Josh Brolin
Taciturne et solitaire, il a la réputation d'avoir la gâchette facile dès le début de la série. Sa rencontre malencontreuse avec JD Marcus, écrivain de roman à 10cts, lui confère une notoriété nationale de tueur émérite sous le surnom de Wild Bill Hickok. Il luttera contre cette idée tout au long de la série.
Il est plutôt bourru, mais il est toujours solidaire et prêt à défendre les opprimés. Il a très souvent la repartie facile, essentiellement au détriment de Cody.
Ses expériences sentimentales seront soldées par des échecs : Emma le trouve trop jeune, Sarah Downs se joue de lui, Alice ne peut pas se détacher de sa communauté. Il se rapproche également de Lou, mais il ne sera que son confident.

### Buck Cross
Interprété par Gregg Rainwater (en)
Métis, sa mère était Kiowa. Buck est le résultat du viol de sa mère par un blanc. Il a passé sa jeune enfance au sein de la tribu Kiowa, souvent mis à l'écart par les autres membres du fait de son métissage. À la mort de sa mère, il rejoint le monde des blancs par le biais d'un orphelinat au sein duquel il rencontre Ike McSwain.
Son demi-frère, Ours Rouge, est le chef de la tribu Kiowa. Il est le seul à accepter Buck avec sa différence. Cette différence qui fait qu'il se sent exclu des deux mondes desquels il est issu.
C'est un homme réfléchi, fidèle et sensible, il accorde sa confiance après un certain temps d'observation. Il connait bien la nature, et il parle aussi bien l'anglais, le kiowa, le lakota et bien sûr la langue des signes des Indiens.

### Ike McSwain
Interprété par Travis Fine (en)
Jeune homme discret et timide, il est devenu muet après avoir assisté au massacre de sa famille, et chauve après avoir eu la scarlatine. Il est le meilleur ami de Buck Cross, rencontré à l'orphelinat, qui lui a appris le langage des signes pour lui permettre de communiquer plus facilement.
Il tombe amoureux deux fois pendant la série. La première est Annie, une jeune femme venue de l'est. La seconde est Emily, qu'il sauvera en recevant une balle qui lui était destinée. Il meurt au début de la troisième saison.

### Louise «Lou» McCloud
Interprété par Yvonne Suhor
Jeune fille se cachant dans des vêtements d'homme afin de travailler au Poney Express. Dès le début, Kid découvre sa vraie identité, puis les autres cavaliers. Emma également connaît son secret, puis Rachel et enfin Teaspoon, qui semble tomber des nues lorsqu'il l'apprend. Elle conserve son travail malgré tout.
Elle se féminise de plus en plus au fil des épisodes, elle se lie, se délie, puis enfin se marie avec le Kid.

### Noah Dixon
Interprété par Don Franklin
Libre de naissance, Noah consacre son existence à la libération de tous les Noirs, et plus généralement à l'abolition de l'esclavage. Il est plutôt froid au premier abord, et il a un sens très affûté de ce qui est juste (surtout vis-à-vis du peuple Noir, mais pas uniquement). Une fois sa confiance accordée, il est loyal et peut se montrer très diplomate.

## Les autres personnages principaux

### Aloysius «Teaspoon» Hunter
Interprété par Anthony Zerbe
C'est un ancien Ranger du Texas. il a participé à la bataille de Fort Alamo et en est revenu vivant.
Il a été marié 6 fois, incluant plusieurs mariages indiens. L'une de ses épouses est Polly Hunter, qui apparaît dans la série et qui ouvre un saloon à Rock Creek. Il n'a eu aucun enfant légitime.
Au départ c'est le chef du relais de Sweetwater. Il lui arrive de seconder le Mashall Sam Cain avec l'aide des cavaliers. Au départ de Sam Cain, promus Marshall Territorial, il est nommé Marshall de Sweetwater. Lorsque le relais déménage à Rock Creek, il sera également Marshall de Rock Creek.
On apprend qu'il a eu une fille avec une femme (avec qui il n'était pas marié) et qui est décédée. Cette fille est elle-même décédée mais elle a laissé à son amie Amanda O'Connell son « héritage ». Teaspoon et Amanda vont alors s'associer pour monter un saloon à Abilene au Texas.

### Sam Cain
Interprété par Brett Cullen
C'est le Marshall de Sweetwater au début de la série. De son passé tumultueux, il a appris à discerner le bien du mal et à bien réfléchir avant d'agir. Le cavaliers se tournent souvent vers lui pour les aider.
Il lui arrive aussi de demander de l'aide à Teaspoon et ses cavaliers lorsqu'il est en infériorité numérique et qu'il a besoin de personnes de confiance pour mener à bien une mission.
Il quitte Sweetwater en fin de première saison pour prendre le poste de Marshall territorial. Il emmène avec lui son épouse, Emma, à qui il a fait une cour assidue tout au long de cette première saison.

### Emma Shannon
Interprété par Melissa Leo
C'est la première gardienne du relais. C'est également la "maman d'adoption" des cavaliers qui sont tous orphelins. Elle a été mariée dans le passé, mais son mari l'a abandonnée alors que leur bébé venait de mourir de la variole et qu'elle était elle-même malade.
Elle est très douce et très protectrice envers chacun des cavaliers, mais elle sait aussi les remettre dans le droit chemin au cas où l'un d'eux s'égarerait. Elle sait également tenir tête à l'autorité (que cela soit Teaspoon, Sam ou tout autre institution territoriale) dans le but de protéger ses acquis.
Elle entretient une relation amoureuse avec le Marshall Sam Cain tout au long de la première saison. Elle finit par l'épouser et est contrainte de quitter le relais de Sweetwater pour suivre son mari, devenu Marshall Territorial.

### Rachel Dunne
Interprété par Clare Wren (en)
C'est la remplaçante d'Emma. Elle se fait embauchée par Teaspoon alors qu'elle est en fuite, faussement accusée de meurtre. Teaspoon et les cavaliers l'aident à se disculper et elle conserve son poste au relais.
C'est une femme au caractère bien trempé, dont la vie n'a pas été rose, capable de tout pour défendre ceux qu'elle aime, et dotée d'une réelle sensibilité.

### Jesse James
Interprété par Christopher Pettiet
C'est un jeune garçon qui vient vivre au relais alors qu'il d'arrive à Rock Creek (3e saison). Il a environ 13 ans et est issu d'une famille du Sud, comme Teaspoon et Le Kid. Il est en rupture avec sa famille et la personne qui s'occupait de lui est tuée sous ses yeux, c'est en tentant de venger sa mort qu'il est recueilli par Teaspoon. Il travaille comme apprenti forgeron.
Dans l'histoire réelle de Jesse James, son frère aîné Frank a quitté le domicile familial en 1861 pour s'engager dans les forces confédérées. Il n'est pas mentionné que Jesse aurait fugué à cette même époque.
Dans l'épisode final, Jesse quitte le relais pour rejoindre Frank, devenu hors-la-loi, et la cause confédérée.